# Anna Neata
Anna Neata (* 1987 in Oberndorf bei Salzburg) ist eine österreichische Dramatikerin.

## Leben
Anna Neata wuchs in Oberndorf bei Salzburg und in Wiesbaden auf. Sie studierte Film- und Theaterwissenschaften an der Johannes-Gutenberg-Universität Mainz, anschließend Sprachkunst bei Thomas Köck, Olga Grjasnowa, Anna Kim und Ferdinand Schmalz an der Universität für angewandte Kunst Wien, wo sie 2024 diplomierte. Anna Neata schreibt Prosatexte und Theaterstücke.
2020 gewann sie das Hans-Gratzer-Stipendium des Schauspielhauses Wien mit dem Stück Oxytocin Baby, das am Odeon Theater in Wien uraufgeführt wurde. Sie nahm am Prager Theaterfestival und am Heidelberger Stückemarkt teil.
2022 erhielt sie das Dramatikerstipendium des Bundesministeriums für Kunst für den Text Walkthrough 89. Ihr zweites Theaterstück Über die Notwendigkeit, dass ein See verschwindet wurde 2024 am Landestheater Linz uraufgeführt.
2023 erschien bei Ullstein ihr Romandebüt Packerl, für das sie 2025 mit dem Förderpreis des Rauriser Literaturpreises ausgezeichnet wurde.

## Publikationen
- Oxytocin Baby, Theaterstück[5][6]
- Über die Notwendigkeit, dass ein See verschwindet, Theaterstück[7]
- Packerl, Ullstein Verlag, Berlin, 2023, ISBN 978-3-548-06973-9[8]

## Hörspiele (Auswahl)
- 2022: Annalisa Cantini, Alexandra Ava Koch, Anna Neata, Frieda Paris, Felicitas Prokopetz: Fuß auf Blech – Regie: Franziska Stuhr (Original-Hörspiel – Deutschlandradio)[9]

## Auszeichnungen
- 2025 Rauriser Literaturpreis, Förderpreis für den Text Es Maedchen fasst sich en Mut und zwä Herzen.[10]